# Seznam bolgarskih arhitektov
Seznam bolgarskih arhitektov.

## B
- Aleksandăr Barov
- Stančo Belkovski

## C
- Dimitur Colov

## D
- Andrej Damjanov
- Nikolaj Djulgerov/Nikolay Diulgheroff (bolgarsko-italijanski)

## F
- Kolju Fičeto (Nikola Fičev 1800-1871), tudi kipar ...
- Georgi Fingov

## G
- Friedrich Grünanger (transilvansko-bolg.)

## J
- Konstantin Jovanović (Srb)

## L
- Nikola Lazarov

## M
- Jordan Milanov
- Petko Momčilov
- Čavdar Mutafov

## N
- Dimitar Nenov

## O
- Georgi Ovčarov

## P
- Kamen Petkov
- Hrabăr Popov

## S
- Georgi Stoilov (1929–2022)

## T
- Andrej Todorov
- Naum Torbov

## V
- Ivan Vasiljov

## Z
- Angel Zahariev